# Авганистан на Летњим олимпијским играма 1972.
Авганистан се такмичио на Летњим олимпијским играма 1972. у Минхену, Западна Немачка, од 26. августа 1972. до 11. септембра 1972. Послали су осам спортиста који су се сви такмичили у рвању.

## Рвање
Мушки слободни стил
| Спортиста       | Догађај | 1. рунда                      | 2. рунда                        | 3. рунда                   | 4. коло            | 5. рунда           | Коначно / BM       | Коначно / BM |
| Спортиста       | Догађај | Опозиција Резултат            | Опозиција Резултат              | Опозиција Резултат         | Опозиција Резултат | Опозиција Резултат | Опозиција Резултат | Ранг         |
| --------------- | ------- | ----------------------------- | ------------------------------- | -------------------------- | ------------------ | ------------------ | ------------------ | ------------ |
| Мохамед Ареф    | −52 кг  | Alakhverdiyev (URS) · Л 1-3   | Kato (JPN) · L 0-4              | није напредовао            | није напредовао    | није напредовао    | није напредовао    | 18           |
| Гулам Сидер     | −57 кг  | Darlev (YUG) · W Fall         | Ramos (CUB) · Л 1-3             | Nath (IND) · Л јесен       | није напредовао    | није напредовао    | није напредовао    | 14           |
| Ахмад Џан       | −62 кг  | Kiyoshi Abe (JPN) · Л 0,5-3,5 | Tanner (SUI) · П 3-1            | Weisenberger (FRG) · Л 1-3 | није напредовао    | није напредовао    | није напредовао    | 15           |
| Шакар Кан Шакар | −74 кг  | Jan Karlsson (SWE) · Л Fall   | Muhammad Yaghoud (PAK) · Д жреб | није напредовао            | није напредовао    | није напредовао    | није напредовао    | 18           |
| Гулам Дастагир  | −82 кг  | Elmgren (SWE) · Л Fall        | Wypiorczyk (POL) · Л Fall       | није напредовао            | није напредовао    | није напредовао    | није напредовао    | 23           |

Грчко-римски стил за мушкарце
| Спортиста        | Догађај | 1. рунда                  | 2. рунда                 | 3. рунда                   | 4. коло            | 5. рунда           | Коначно / BM       | Коначно / BM |
| Спортиста        | Догађај | Опозиција Резултат        | Опозиција Резултат       | Опозиција Резултат         | Опозиција Резултат | Опозиција Резултат | Опозиција Резултат | Ранг         |
| ---------------- | ------- | ------------------------- | ------------------------ | -------------------------- | ------------------ | ------------------ | ------------------ | ------------ |
| Алам Мир         | −57 кг  | Kazakov (URS) · Л 0,5-3,5 | Čović (YUG) · Л Fall     | није напредовао            | није напредовао    | није напредовао    | није напредовао    | 23           |
| Мохамед Ебрахими | −62 кг  | Mygiakis (GRE) · Л Fall   | није напредовао          | није напредовао            | није напредовао    | није напредовао    | није напредовао    | 19           |
| Ђан-ака Ђан      | −68 кг  | Weirum (DEN) · Л 1-3      | Bremauntz (MEX) · W Fall | Schöndorfer (FRG) · Л Fall | није напредовао    | није напредовао    | није напредовао    | 11           |